# Luoding
Luoding, tidigare romaniserat Loting, är en stad på häradsnivå i Yunfus stad på prefekturnivå i provinsen Guangdong i sydöstra Kina. Den ligger omkring 190 kilometer väster om provinshuvudstaden Guangzhou. 
Luoding är indelat i fyra stadsdelsdistrikt och 17 köpingar.
Stadsdelsdistrikt (jiedao):

- Fucheng (附城街道)
- Luocheng (罗城街道)
- Shuangdong (双东街道)
- Sulong (素龙街道)

Köpingar (zhen):

- Chuanbu (船步镇)
- Fenjie (分界镇)
- Huashi (华石镇)
- Jiayi (加益镇)
- Jinji (金鸡镇)
- Langtang (满塘镇)
- Lianzhou (连州镇)
- Lishao (黎少镇)
- Longwan (龙湾镇)
- Luojing (罗镜镇)
- Luoping (罗平镇)
- Pingtang (苹塘镇)
- Shengjiang (生江镇)
- Silun (泗纶镇)
- Taiping (太平镇)
- Tanbin (榃滨镇)
- Weidi (围底镇)